# Pernille Rosendahl
Pernille Rosendahl Larsen (Aalborg, 22 marzo 1972) è una cantante danese.

## Biografia
Dopo aver fatto parte di vari gruppi e lavorato come corista nel corso degli anni ottanta e novanta, Rosendahl è salita alla ribalta come cantante del gruppo Swan Lee, famoso per il singolo Tomorrow Never Dies. Con gli Swan Lee ha pubblicato gli album Enter (2001) e Swan Lee (2004). Nel 2005 ha vinto il premio per la cantante dell'anno ai Danish Music Awards, il principale riconoscimento musicale danese.
Dopo lo scioglimento degli Swan Lee nel settembre del 2005, la cantante ha fondato il duo The Storm insieme al chitarrista Johan Wohlert. Sono rimasti in attività fino al 2014, e hanno pubblicato gli album Where the Storm Meets the Ground (2008), Black Luck (2009) e Rebel Against Yourself (2011).
Dal 2010 al 2012 Pernille Rosendahl è stata giudice nella terza, quarta e quinta edizione del talent show X Factor Danimarca. Nel 2016 ha pubblicato il suo album di debutto come solista, Dark Bird, che è entrato nella classifica danese alla 33ª posizione.

## Discografia

### Da solista
Album in studio
- 2016 – Dark Bird

EP
- 1997 – Dream Away
- 2019 – The Hurt

Singoli come artista principale
- 2003 – Someday
- 2010 – Secret Life
- 2016 – Feet on the Ground
- 2019 – The Hurt

Singoli come artista ospite
- 2003 – You & I (Filur feat. Pernille Rosendahl)

### Con gli Swan Lee
- 2001 – Enter
- 2004 – Swan Lee

### Con The Storm
- 2008 – Where the Storm Meets the Ground
- 2009 – Black Luck
- 2011 – Rebel Against Yourself